# Alexander Onischuk
Alexander Onischuk (ukrainisch Олександр Васильович Оніщук Oleksandr Wassyljowytsch Onischtschuk; * 3. September 1975 in Sewastopol, Ukrainische SSR) ist ein US-amerikanischer Schachspieler ukrainischer Herkunft.

## Erfolge
Bei der U16-Weltmeisterschaft 1991 in Guarapava, Brasilien wurde er Zweiter. Im Jahr 1993 wurde er bei der Juniorenweltmeisterschaft U20 in Kozhikode Vierter (und wurde Internationaler Meister), 1995 in Halle (Saale) punktgleich Zweiter hinter Roman Slobodjan. Dazwischen, im Jahr 1994, erhielt er den Großmeister-Titel. Meister der U.S.A. wurde er 2006. Bei den US-Meisterschaften 2007 wurde er Zweiter hinter Alexander Shabalov. Im gleichen Jahr wurde er im russischen Poikowski beim Karpow-Turnier (Kategorie 17) Zweiter hinter Dmitri Jakowenko, das er 2002 schon einmal hatte gewinnen können. Onischuk hat in seiner Karriere mehr als 20 internationale Turniere gewonnen.
Mit Stand November 2018 lag er auf dem vierten Platz der US-amerikanischen Elo-Rangliste.
Im Jahr 2018 wurde er in die US Chess Hall of Fame aufgenommen.

## Engagement
Seine Schachkenntnisse sind auch für Weltmeisterschaftskämpfe gefragt. So sekundierte er seit 1997 Anatoli Karpow und bei der Weltmeisterschaft 2006 Wesselin Topalow.
Im Jahr 2001 siedelte er mit einer Green Card und einem Stipendium aus der Ukraine nach Baltimore, Maryland um. Dort spielte er bis zu seinem Abschluss in Linguistik 2006 für die Universität UMBC. Inzwischen wohnt er in Lubbock, Texas.

## Nationalmannschaft
Onischuk nahm an neun Schacholympiaden teil, 1994, 1996 und 1998 für die Ukraine, 2004, 2006, 2008, 2010, 2012 und 2014 für die Vereinigten Staaten. Er erreichte mit der Ukraine einen zweiten (1996) und einen dritten Platz (1998), mit den USA zwei dritte Plätze (2006 und 2008). An der Mannschaftsweltmeisterschaft nahm er 1997 mit der Ukraine, 2005, 2010, 2011 und 2013 mit den USA teil. Sein bestes Mannschaftsergebnis war der zweite Platz 2010, in der Einzelwertung erreichte er 1997 und 2010 jeweils das beste Ergebnis am zweiten Brett. Außerdem nahm er mit der Ukraine an der Mannschaftseuropameisterschaft 1999 teil und gewann 2013 mit den Vereinigten Staaten die Panamerikanische Mannschaftsmeisterschaft.

## Vereine
In der Ukraine spielte er für Keystone Kiew, dem Mannschaftsmeister 2007, 2008 und 2009 (2008 in KVV-Kievchess umbenannt, 2009 in PKV-Kievchess). In der deutschen 1. Bundesliga spielte er in der Saison 1996/97 und von 1998 bis 2001 für den USC Magdeburg, in der Saison 2005/06 für die SG Heidelberg-Kirchheim und in der Saison 2010/11 für Nickelhütte Aue. In der russischen Mannschaftsmeisterschaft spielte er früher für Ladia Asow, mit dem er 1997 den European Club Cup gewann, 2001 für Gasowik Tjumen, 2003 und 2004 für Norilski Nikel Norilsk sowie 2005, 2006 und 2008 für SchSM-64 Moskau. In der United States Chess League spielt Onischuk 2015 für die Lubbock Tornadoes.

## Privates
Onischuk hat fünf Geschwister. Seine Schwester Anna Rudolph (* 1978) trägt den Titel einer Internationalen Meisterin der Frauen (WIM) und spielt seit 2002 für den Deutschen Schachbund.